# Йосеміті-Веллі (Каліфорнія)
Йосеміті-Веллі (англ. Yosemite Valley) — переписна місцевість (CDP) в США, в окрузі Маріпоса штату Каліфорнія. Населення — 337 осіб (2020).

## Географія
Йосеміті-Веллі розташоване за координатами 37°44′33″ пн. ш. 119°34′39″ зх. д. / 37.74250° пн. ш. 119.57750° зх. д. (37.742523, -119.577626).  За даними Бюро перепису населення США в 2010 році переписна місцевість мала площу 5,49 км², з яких 5,33 км² — суходіл та 0,16 км² — водойми.

### Клімат
| Клімат : Йосеміті-Веллі                                    | Клімат : Йосеміті-Веллі | Клімат : Йосеміті-Веллі | Клімат : Йосеміті-Веллі | Клімат : Йосеміті-Веллі | Клімат : Йосеміті-Веллі | Клімат : Йосеміті-Веллі | Клімат : Йосеміті-Веллі | Клімат : Йосеміті-Веллі | Клімат : Йосеміті-Веллі | Клімат : Йосеміті-Веллі | Клімат : Йосеміті-Веллі | Клімат : Йосеміті-Веллі | Клімат : Йосеміті-Веллі |
| Показник                                                   | Січ.                    | Лют.                    | Бер.                    | Квіт.                   | Трав.                   | Черв.                   | Лип.                    | Серп.                   | Вер.                    | Жовт.                   | Лист.                   | Груд.                   | Рік                     |
| Абсолютний максимум, °C                                    | 22,2                    | 27,8                    | 32,2                    | 35,6                    | 37,2                    | 39,4                    | 46,1                    | 43,3                    | 42,2                    | 36,7                    | 30,0                    | 22,8                    | 46,1                    |
| Середній максимум, °C                                      | 8,4                     | 11,7                    | 14,8                    | 18,8                    | 22,7                    | 27,4                    | 32,2                    | 31,9                    | 28,6                    | 22,5                    | 14,3                    | 8,6                     | 20,2                    |
| Середня температура, °C                                    | 2,5                     | 4,8                     | 7,1                     | 10,5                    | 14,0                    | 17,9                    | 21,9                    | 21,6                    | 18,4                    | 13,0                    | 6,7                     | 2,7                     | 11,8                    |
| Середній мінімум, °C                                       | −3,6                    | −2,2                    | −0,6                    | 2,2                     | 5,3                     | 8,5                     | 11,8                    | 11,1                    | 8,2                     | 3,5                     | −1                      | −3,2                    | 3,3                     |
| Абсолютний мінімум, °C                                     | −21,1                   | −17,2                   | −12,8                   | −11,1                   | −9,4                    | −10                     | 0,0                     | 0,0                     | −4,4                    | −7,2                    | −12,2                   | −18,3                   | −21,1                   |
| Норма опадів, мм                                           | 165                     | 157                     | 137                     | 77                      | 37                      | 18                      | 8                       | 5                       | 17                      | 49                      | 100                     | 152                     | 922                     |
| Днів з опадами                                             | 9                       | 9                       | 10                      | 7                       | 5                       | 3                       | 1                       | 1                       | 2                       | 4                       | 6                       | 8                       | 65,0                    |
| ---------------------------------------------------------- | ----------------------- | ----------------------- | ----------------------- | ----------------------- | ----------------------- | ----------------------- | ----------------------- | ----------------------- | ----------------------- | ----------------------- | ----------------------- | ----------------------- | ----------------------- |
| Джерело: http://www.wrcc.dri.edu/cgi-bin/cliMAIN.pl?ca9855 |                         |                         |                         |                         |                         |                         |                         |                         |                         |                         |                         |                         |                         |

## Демографія
Згідно з переписом 2010 року, у переписній місцевості мешкало 1035 осіб у 282 домогосподарствах у складі 86 родин. Густота населення становила 188 осіб/км².  Було 323 помешкання (59/км²).
Расовий склад населення:
| - 80,3 % — білих - 3,0 % — корінних американців - 3,0 % — азіатів - 2,7 % — чорних або афроамериканців - 0,7 % — вихідців з тихоокеанських островів - 6,8 % — осіб інших рас |

До двох чи більше рас належало 3,6 %. Частка іспаномовних становила 11,9 % від усіх жителів.
За віковим діапазоном населення розподілялося таким чином: 7,8 % — особи молодші 18 років, 90,0 % — особи у віці 18—64 років, 2,2 % — особи у віці 65 років та старші. Медіана віку мешканця становила 37,6 року. На 100 осіб жіночої статі у переписній місцевості припадало 148,8 чоловіків;  на 100 жінок у віці від 18 років та старших — 157,1 чоловіків також старших 18 років.
Середній дохід на одне домашнє господарство  становив 58 048 доларів США (медіана — 38 309), а середній дохід на одну сім'ю — 107 913 долари (медіана — 111 607). За межею бідності перебувало 10,7 % осіб, у тому числі 0,0 % дітей у віці до 18 років та 0,0 % осіб у віці 65 років та старших.
Цивільне працевлаштоване населення становило 863 особи. Основні галузі зайнятості: мистецтво, розваги та відпочинок — 78,6 %, науковці, спеціалісти, менеджери — 17,6 %, транспорт — 2,0 %.